# El show del Dr. Phil
El show del Dr. Phil o simplemente Dr. Phil es un Talk Show estadounidense protagonizado por el Dr. Phil McGraw. McGraw después del éxito con su segmento en el Show de Oprah Winfrey, el Show del Dr. Phil debutó el 16 de septiembre de 2002. En ambos shows McGraw ofrece asesoramiento sobre "Estrategias de vida" de su experiencia como psicólogo clínico. 
El show es en la sindicación de los Estados Unidos y Canadá, así como una serie de otros países. Además, la sindicación del espectáculo de los contratos específicamente dice que si el Dr. Phil está en otra estación, no puede salir al mismo tiempo que Oprah. Su sexta temporada se estrenó el 10 de septiembre de 2007, y se anunció el 3 de agosto de 2005 que ha sido renovada a través de al menos 2013, o de once temporadas. A partir del 8 de septiembre de 2008, la 7 º temporada de Dr. Phil está siendo transmitida en televisión de alta definición con una nueva mirada, un nuevo tema escrito e interpretado por el hijo de McGraw, Jordan.

## Estilo
El show abarca una amplia variedad de temas, incluyendo la pérdida de peso, la planificación financiera, los niños errantes, sugerencias de regalos, los niños que han sido diagnosticados con el autismo, lamentablemente las parejas casadas, rebeldes adolescentes, madres que visten lejos de su edad, las madres que se niegan a asistir a bodas, los niños de sus estrellas en los derechos de los padres, las familias disfuncionales, las madres que se niegan a dar sus hijos casados el dinero y el apoyo a causas benéficas. La personalidad de radio y ex-niño estrella Danny Bonaduce, vino al programa dos veces en un año para discutir los defectos de su matrimonio (y más tarde divorcio), con Gretchen. En varios espectáculos, los niños y/o adultos tuvieron un examen de un detector de mentiras, sabiendo si tocaron genitales de niñas, algunos de ellos han alegado que no, y el resto afirmó que no lo han hecho, cuando algunos probablemente lo hicieron. El show es en general, en tono grave, fermentado con humor de vez en cuando. Tiene sus ocasionales momentos de tensión y frecuencia, como la de The Montel Williams Show, pero sin complicaciones graves o agresivas peleas en el escenario, en contraste con The Jerry Springer Show, The Wilkos Steve Show o  Maury. Phil se caracteriza por traer de vuelta a menudo para las familias múltiples para el seguimiento de "terapia" en su segmento de sesiones denominado "Dr. Phil Family." En general, el programa es filmado y los invitados figuran en el estudio, pero en 2006, el Dr. Phil House comenzó como una serie. Dr. Phil y su equipo de producción invitaron a otras personas a una casa por cable con numerosas cámaras y micrófonos. Allí, su personal, supervisa las conversaciones de los invitados que están tratando de ayudar, e intervenir cuando sea necesario para prevenir la violencia física. Dr. Phil también prevé controles sobre el terreno de asesoramiento y consejería a la "casa de huéspedes".

## En otros países
- En Emiratos Árabes Unidos el show se transmite por MBC4 a las 17:00 KSA.
- En Australia el show se transmite por Network Ten a las 12 p. m. cada día. Antes de 2006, el show se transmitía por Nine Network. El show también se transmite por W. Channel en televisión por cable.
- En Bélgica el show se transmite por VijfTV a las 03:45 PM.
- En Belice, el show se transmite por Great Belize Television a las 5:30 PM lunes a viernes.
- En Canadá el show se transmite por CTV, los horarios dependen de la región
- En Dinamarca el show se transmite por TV3 a las 14:20.
- En Estonia el show se transmite todos los días por Neljas a las 18:25.
- En Islandia el show se transmite por SkjárEinn a las 17:45 todos los días.
- En Finlandia el show se transmite por Nelonen a las 15:00.
- En Irlanda el show se transmite todos los días por la mañana por RTE1.
- En Israel el show se transmite todos los días por Yes Stars3 a las 13:15.
- En Nueva Zelanda el show se transmite por TV3 a las 13:00.
- En Noruega el show se transmite por TV3 a las 11:35, y 19:00
- En Portugal el show se transmite por SIC Mulher a las 4:15, 7:45 y 19:55.
- En Sudáfrica el show se transmite todos los días por SABC2 a las 12:00.
- En Suecia el show se transmite por TV4 Plus a las 19:05.
- En Países Bajos el show se transmite por RTL5 a las 16:40 y por RTL 8 a las 18:20.
- En Reino Unido el show se transmite por Living, toda la semana.
- En Polonia el show se transmite por nTalk
- En Sudamérica el show se transmite por Fox Life de lunes a viernes por televisión con cable.
- En Uruguay Y Chile el show solía transmitirse por Fox Life de lunes a viernes a las 22hs, pero desde 2008 se encuentra fuera de la programación del canal.